# Anaïs Ronc-Désaymonet
Anaïs Ronc-Désaymonet (* 28. Dezember 1890 in Arpuilles, Stadt Aosta; † 25. September 1955 in Aosta) war eine italienische Lehrerin, Politikerin und Schriftstellerin.

## Leben
Anaïs Désaymonet stammt aus einer bäuerlichen Familie, die in der kleinen Ortschaft Arpuilles lebte. Das Bergdorf liegt im Nordwesten des Gemeindegebiets der Stadt Aosta, 500 Meter höher als das Stadtzentrum. Das Gebiet collina d’Aosta liegt am Ausgang des Valpelline hoch über dem Fluss Buthier im Aostatal und an einer Nebenstraße zum Großen Sankt Bernhardpass. Anaïs Désaymonet besuchte nach der Grundschule in ihrem Dorf des Lehrerseminar Marie-Adélaïde in Aosta und arbeitete anschließend als Lehrerin in Gignod, Chésallet (Gemeinde Sarre), Nus, Cogne, Villeneuve, Saint-Christophe und Aosta. Daneben pflegte sie das traditionelle Kunsthandwerk des Klöppelns.
Von 1949 bis zu ihrem Tod 1955 wurde sie für zwei Legislaturen in den Regionalrat der Autonomen Region Aostatal gewählt, der nach dem Zweiten Weltkrieg eingesetzt worden war. Sie gehörte der sozialistischen Fraktion an und setzte sich für die Frauenrechte ein. Désaymonet gelang es dabei ihre faschistische Vergangenheit abzulegen. So war sie eine der bekanntesten Vertreterinnen der faschistischen Partei im Aostatal und Vorsitzende des faschistischen Frauenverbandes (italienisch fasci femminili) von Villeneuve.
Seit der Gründung am 1. Juli 1948 war sie Mitglied der Kulturvereinigung Comité des Traditions Valdôtaines CTV. Am 5. August 1948 wurde sie zur Präsidentin der Patoiskommission dieser Gruppierung gewählt, die besonders für die Pflege der regionalen frankoprovenzalischen Mundart, des valdostanischen Patois, zuständig ist. In dieser Funktion organisierte sie die Gründung des Dialektchors des CTV.
Anaïs Ronc-Désaymonet gehörte zu den ersten Mundartschriftstellerinnen des Aostatals im 20. Jahrhundert, so wie etwa auch Reine Bibois (1894–1976), Eugénie Martinet (1896–1983) und Armandine Jérusel (1904–?). Sie schrieb Prosawerke und Gedichte im frankoprovenzalischen Dialekt des Gebiets von Aosta und mehrere Schulbücher in Französisch, die von der Geschichte, der Kultur und der Sagenwelt der Region handeln. Eines ihrer Werke ist der Volkskunde des Cognetals gewidmet. Einige ihrer Schriften erschienen zuerst in Zeitungen und Zeitschriften des Aostatals, wo man die Autorin besser unter dem Namen «Tanta Neïsse» kannte; das ist auf Deutsch «Tanta Anais». Zu den ersten Periodika, die ihre Mundarttexte publizierten, gehörten Lo Partisan und La Grolla des Kultur- und Sprachaktivisten René Willien (1916–1979), der das regionale Sprachinstitut gründete, das heute als Centre d’études francoprovençales «René Willien» bekannt ist. 1990 haben das Comité des Traditions Valdôtaines und Centre d’Études Francoprovençales «René Willien» die Werke der Autorin neu herausgegeben.
2019 wurde das Schaffen von Anaïs Ronc-Désaymonet zusammen mit demjenigen anderer Schriftstellerinnen aus dem Aostatal in einer Ausstellung der Regionalbibliothek in Aosta gewürdigt.
2011 schrieb das städtische Bildungs- und Kulturdepartement ein Stipendium aus, das zum Gedächtnis an Anaïs Ronc-Désaymonet Schüler oder Schülerinnen des Seminars Marie-Adélaïde in Aosta unterstützte.

## Werke
- In Val di Cogne. Usi e costumi, leggende e superstizioni. Viassone Ivrea 1929.
- Poésie campagnarde de Tanta Neisse. Gedichte Tipografia E. Duc, 1951.
- Recueil de textes d’Anaïs Ronc Désaymonet. Aosta 1990.
- Três côps vengt ans. Tonaufnahme. Radiô arpitania, 2015.